# Каталымов, Михаил Васильевич
Михаил Васильевич Каталымов (14.11.1907 — 14.04.1969) — советский агрохимик, академик ВАСХНИЛ (1967).

## Биография
Родился в д. Володино Краснохолмского уезда Тверской губернии. Окончил Московский государственный университет (1930) и аспирантуру НИИ по удобрениям и инсектофунгицидам (НИУИФ) (1933). 
В 1935—1936 и 1941—1945 служил в РККА. Участник Великой Отечественной войны, капитан административно-технической службы, центральная военная база 732 НКО.
В 1933—1935, 1936—1941 и с 1945 работал в НИУИФ: старший научный сотрудник, заместитель директора по научной части, директор Долгопрудненской агрохимической опытной станции (1937—1941), начальник лаборатории микроэлементов (1945—1969), одновременно заведующий агрохимическим отделом (1945—1946), заместитель директора института по научной части (1966—1969).
Доктор сельскохозяйственных наук (1953), профессор (1954) академик ВАСХНИЛ (1967).
Научные интересы: изучение микроэлементов и микроудобрений, агрохимическая оценка различных форм минеральных удобрений, исследование возможности использования отходов промышленности в качестве удобрений. Автор методики определения микроэлементов в удобрениях, почве и растениях.
Опубликовал более 100 научных работ, в том числе две монографии:
- Каталымов М. В. Значение бора в земледелии СССР. — М. : ОГИЗ - Сельколхозгиз, 1948. — P. 133.
- Каталымов М. В. Микроэлементы и микроудобрения. — М. : Химия, 1965. — P. 330. — ISBN 5458386914. — ISBN 9785458386913.